# Зачарована Діва
«Зачарована дівчина» — португальська казка, записана Зофімо Консільєрі Педросо і презентована в «Португальських народних казках».

## Переклади
Казку переклали на португальську мову як «A Menina Fadada» («Дівчинка-фея»).

## Сюжет
У чоловіка було три доньки. Щоб оголосити, що перша з них готова до шлюбу, він вивісив золоту кулю; кожен чоловік, що проходив повз, вважав, що сім'я надто багата для нього, поки не прийшов принц і не попросив її руки. Те ж саме сталося з другою, але коли настала черга молодшої, чоловік не міг дозволити собі золоту кулю. Натомість він вивісив срібну; і повз проходив інший принц, але оскільки це було надто бідно для нього, замість нього прийшов інший чоловік, щоб одружитися з нею. В результаті сестри молодшої доньки відмовилися з нею спілкуватися. Одного разу, коли вона народжувала, феї попросили притулку; вона намагалася пояснити, що їй недобре, але феї продовжували благати, і вона дозволила їм залишитися. Коли вона народила доньку, феї благословили дитину красою, багатством і тим, що квіти випадали з її рота, коли вона говорила. Це примирило сестер, які вийшли заміж за принців, з їхньою молодшою сестрою.
Коли зачарована дівчина виросла, принц, який був заручений з донькою її тітки, закохався в неї і не хотів мати нічого спільного зі своєю нареченою. Він захворів, і його лікарі наказали йому подорожувати. Зачарована дівчина піднялася на вежу, щоб подивитися, як він їде, а наречена виколола їй очі палицею. Чоловік прихистив її, але коли принц повернувся, його наречена стверджувала, що вона зачарована дівчина, яка не могла прийти до нього, тому що була сліпа. Зачарована дівчина сказала нареченій, що дасть їй квіти на весілля в обмін на її очі, тому наречена надіслала їй її очі. Вона повернула собі зір і вирушила на весілля, щоб відмовити принца від одруження з суперницею. Принц запитав гостей: якщо вони втратили річ, придбали нову, а потім знайшли загублену, то яку з них вони б залишили? Вони порадили старе, і тому він одружився із зачарованою дівчиною.

## Аналіз

### Казковий тип
Португальська вчена Ізабель Кардігос класифікувала цю казку в Португальському каталозі народних казок як тип 403A, португальською: O Herói Louva a sua Irmã perante o Rei (Бажання), дослівно: «Герой вихваляє свою сестру перед королем», хоча в ній не вистачає брата для героїні. У португальському варіанті казки феї благословляють героїню деякими магічними здібностями, її очі вириває фальшива наречена, але слуга короля рятує її, і вона викуповує свої очі.
Однак Крістін Голдберг класифікувала казку як «Сліпа дівчина»: героїню при народженні благословляють добрі феї зі здатністю створювати чудові предмети (квіти, золото, перли тощо), завдяки чому в подальшому житті на неї звертає увагу принц, який бажає одружитися з нею; однак ревнива наречена вириває їй очі і покидає героїню; в кінці історії героїня викуповує свої очі, викриває самозванку і одружується з принцом. Так, німецький фольклорист Ганс-Йорг Утер у редакції міжнародного індексу Аарне-Томпсона-Утера 2004 року включив цикл «Сліпа дівчина» як автономний тип: АТУ 404 «Осліплена наречена». У новому казковому типі героїня при народженні благословляється добрими духами здатністю добувати золото своїми сльозами та руками, але пізніше в житті її осліплює заздрісна суперниця, поки помічник не відкупить її очі.

### Мотиви
Казка містить мотив F312.1 Феї дарують надприродні дари при народженні дитини.